# Josip Mikulec
Josip Mikulec, zvani „Joža Putnik” (Krušljevo Selo, 15. siječnja 1878. – Genova, 8. svibnja 1933.) bio je hrvatski pustolov i svjetski putnik (eng. globe trotter) koji je u razdoblju od 1905. do 1933. dva puta obišao sve kontinente osim Antarktike. Napisao je tri knjige, u kojima je prikupio oko 30 000 autografa, među kojima su bili i potpisi brojnih svjetskih uglednika toga vremena, između ostaloga i nekoliko američkih predsjednika, industrijalaca, izumitelja, glumaca i dr., a danas se jedna od tih triju knjiga čuva u Hrvatskom povijesnom muzeju u Zagrebu, dok se preostale dvije nalaze u Sjedinjenim Američkim Državama.

## Djetinjstvo, mladost i prva putovanja
Rođen je u obitelji Josipa i Kate Mikulec (rođ. Novosel), u Krušljevom Selu kraj Oroslavja. Prema nekim navodima Mikulec prvi put odlazi u iseljeništvo u Sjedinjene Američke Države 12. rujna 1905., ali je sigurno kako je na put oko svijeta pješice krenuo iz Zagreba, 5. veljače 1906., te preko Italije, Francuske, zatim Španjolske dolazi do Portugala, odakle brodom odlazi u Kaapstad u Južnoj Africi, gdje se nije previše zadržavao, te ponovno brodom odlazi za Buenos Aires. U Latinskoj Americi pješice putuje od Buenos Airesa do Montevidea u susjednom Urugvaju, potom se zaputio dalje prema sjeveru te ulazi u Brazil, gdje obilazi gradove Rio de Janeiro, Vitoria i Bahia, te se 15. srpnja 1905. ukrcava na putnički brod u Santosu za Philadelphiju, kamo stiže 12. rujna 1905. kao Joseph Frank Mikulec. Dolaskom  u SAD zaputio se na put pješice te obilazi gradove Baltimore i Washington, zatim putuje kroz savezne države Virginiju, Zapadnu Virginiju, Kentucky i dio Ohia, Indianu, Illinois, Missouri, Kansas do Colorada. Prve novinske napise o njegovim putovanjima donose novine Star Journal, iz Puebla u Coloradu, od 23. studenog 1908., u kojem je zabilježen njegov put od Zagreba do Puebla. Dana 29. prosinca 1910. stječe američko državljanstvo te navodno od 1905. do 1919. boravi u Philadelphiji.

## Povratak u domovinu i Prvi svjetski rat
Nekoliko se puta zatim vraćao u Hrvatsko zagorje, odakle bi ponovno odlazio na put u Ameriku. Zabilježeno je kako je 13. siječnja 1914. brodom iz Liverpoola stigao u Philadelfiju, u saveznoj državi Pennsylvaiji.
Razdoblje Prvoga svjetskoga rata provodi u SAD-u. U Americi se i oženio rumunjskom književnicom Annom Stiopu (1889.,  koja je isto kao i Mikulec, ali iz Rumunjske krenula pješice na put oko svijeta, u svibnju 1905.) Mladenci su se oženili 20. lipnja 1908. u New Yorku.
Nakon razvoda sa Stiopu, Mikulec se 1917. ponovno oženio u Chicagu.
Svršetkom rata odlučuje se na povratak te mu je 26. siječnja 1920. izdana putovnica, radi namjeravana povratna putovanja iz luke New York natrag u Jugoslaviju. Da bi se 29. studenoga 1921. iz Engleske vratio u Ameriku, iskrcavši se u luci St. John, New Brunswick, u Kanadi, odakle ponovno putuje po SAD-u. 23. ožujka 1923. ponovno vratio u Ameriku, ovoga puta u luku Key West, u Floridi.
Njegovo putovanje oko svijeta trajalo je 28 godina. Potpise i posvete osoba koje je imao priliku upoznati prikupio je u knjigu, koju je uvijek nosio sa sobom. Među potpisnicima se nalaze šestorica američkih predsjednika s prvim damama; Theodore Roosevelt i Edith Kermit Roosevelt, William Howard Taft, Woodrow Wilson i Edith Bolling Wilson, Warren Harding, Calvin Coolidge i Herbert Hoover. Nastavno, američkog izumitelja Thomasa Alvu Edisona, zatim američkog industrijalca i filantropa Andrewa Carnegiea te talijanskog opernog pjevača Enrica Carusa, ali i Stjepana Radića.

## Kraj putovanja i smrt
Umro je 8. svibnja 1933., od posljedica tuberkuloze, u Genovi, u dobi od pedeset i pet godina. Pokopan je pod imenom Joseph Frank Mikulec, na gradskom groblju Cimitero Monumentale di Staglieno u Genovi. U smrtnom listu navodi se kako je za života u imetku posjedovao samo spomenutu knjigu s autograma.

## Poveznice
- Mate Šimunović
- Franjo Ledić
- Mirko i Stjepan Seljan